# 라자디라자 1세
라자디라자 1세(타밀어: இராஜாதிராஜ ௧)는 1018년부터 1052년까지 촐라 제국을 다스렸던 제11대 촐라 황제이다. 1018년 자신의 아버지인 라젠드라 1세와 함께 공동 황제로 오른 그는 아버지가 기나긴 치세 동안 많은 영토를 정복하도록 도왔는데, 스리랑카, 동찰루키아, 칼링가 지역 대부분에 대한 촐라의 패권을 유지시켰으며, 해외 영역과의 관계에도 관심을 쏟았다. 기록에 따르면 그는 인도 해안 밖에서도 광대한 영토를 소유하며 광대한 제국을 유지할 수 있는 능력이 있는 타고난 전사였으며, 항상 선두에서 병사들을 이끌었다. 그의 삶은 최전선에서 부하들과 어깨를 나란히 하며 자신의 전쟁을 치른 위대한 황제에 대한 증언이다. 전쟁에서 수많은 승리를 거둔 그는 자얌콘다 촐란(승리의 촐라)라는 칭호를 얻었으며, 그의 치세 말기에 서찰루키아의 수도인 칼랴니푸람을 약탈한 후에는 칼랴나푸람곤다 촐란이라는 칭호를 얻는 동시에 비자야 라젠드라 촐란(승리의 라젠드라 촐란)이라는 이름으로 비라비셰카(영웅의 기름부음)를 수행하였다.